# Стукашов, Сергей Викторович
Серге́й Ви́кторович Стукашо́в (12 ноября 1959, пос. Актас, г.а. Сарань, Карагандинская область, Казахская ССР, СССР) — советский футболист. Мастер спорта международного класса.

## Игровая карьера
Воспитанник школы «Шахтёр» Караганда.
Выступал за команды:
- 1976 — «Шахтёр» Караганда
- 1977—1984 — «Кайрат» Алма-Ата
- 1985—1988 — «Динамо» Москва

В чемпионате СССР провёл 223 матча, забил 52 гола. В еврокубках провёл 8 матчей.
В сборной СССР (1984—1985) — 6 матчей, забил 2 гола. В олимпийской сборной СССР (1984) — 1 матч.
Первый вызов в сборную СССР — 28.03.1984. Последний вызов в сборную СССР — 27.03.1985.

### Достижения
- 1978 — победитель юношеского турнира УЕФА.
- 1979 — серебряный призёр юниорского чемпионата мира.
- 1986 — серебряный призёр чемпионата СССР.

## Тренерская карьера
В 1991 году окончил Высшую Школу Тренеров.
- 1992—1998 — тренер СДЮШОР «Динамо» (Москва)
- 1998—2001 — тренер отдела сборных команд РФС.
- 2002 (январь) — 2002 (май) — главный тренер «Спартак» Щёлково.
- 2003 (январь) — 2006 (март) — старший тренер ФК «Рубин» (дубль) Казань.
- С 2006 (март) — тренер ЦПФ ФК «Динамо» (Москва) им. Л. И. Яшина. (команда 2001 г.р. (главный тренер); команда 1992 г.р. (помощник главного тренера); команда 1994 г.р. (помощник главного тренера)).